# Índex de preus de consum
L'Índex de preus de consum (IPC) és un índex de preus que recull i compara els preus d'un conjunt de béns i serveis o productes de consum. Els productes emprats es determinen en funció de l'enquesta contínua de pressupostos familiars, conjunt de productes o serveis que adquireix o utilitza regularment una determinada quantitat de consumidors, i la variació del preu de cadascun respecte a la mostra anterior.
L'IPC ha de ser:
- Representatiu (englobant la quantitat més gran de població possible).
- Comparable (tant temporalment com espacialment, és a dir, amb altres IPC estrangers).
- Confiable.
- Precís.
- Congruent (amb altres estadístiques del mateix país i amb els IPC d'altres països de la regió).
- Útil.
- Oportú (que la seva data de publicació no es demori)

Quan es dissenya, s'estableixen unes directrius, de manera que qualsevol decisió que s'adopti, a l'hora d'establir la mostra i el contingut metodològic, ha d'anar dirigida a aconseguir el seu objectiu.
Aquesta anàlisi serveix per determinar si l'economia d'un país determinat és inflacionista (pugen els preus) o deflacionista (baixen els preus) i en quin grau.
El període base és aquell per al que la mitjana aritmètica dels índexs mensuals es fa igual a 100. A 2023, per a Espanya l'any base és el 2021, mentre que l'any 2015 és el període base del sistema que es fa servir a la Unió Europea, l'Índex de preus de consum harmonitzat. Així, tots els índexs que es van calculant posteriorment es refereixen a aquest any.

## Utilitat de l'IPC
Mesura l'evolució dels preus de béns i serveis representatius de les despeses de consum de les llars d'una regió, utilitzant-lo com: 
- Indicador de la inflació (tot i que l'IPC no inclou els preus dels consums intermedis de les empreses ni els dels béns exportats).
- Deflactor dels Comptes Nacionals (també Comptabilitat Nacional) i d'altres estadístiques.
- Estimador del cost de vida (tenint en compte que l'IPC no és un índex específic del cost de la vida perquè té grans diferències amb aquest).
- I per actualitzar deutes o imports judicials.

També serveix per avaluar l'increment en els costos. En els primers cinc anys d'un contracte de lloguer, és l'índex pel qual s'actualitza anualment el contracte de lloguer.

## Evolució de l'IPC anual a Catalunya, Illes Balears i País Valencià
D'acord amb les dades de l'Institut d'Estadística d'Espanya, la sèrie temporal disponible és des de l'any 2002. Les xifres indiquen percentatges d'increment.
| Variació internanual de l'IPC a desembre de cada any |      |      |      |      |      |      |      |      |      |      |      |      |      |      |      |      |      |      |      |      |      |      |
|                                                      | 2023 | 2022 | 2021 | 2020 | 2019 | 2018 | 2017 | 2016 | 2015 | 2014 | 2013 | 2012 | 2011 | 2010 | 2009 | 2008 | 2007 | 2006 | 2005 | 2004 | 2003 | 2002 |
| Illes Balears                                        | 3,3  | 5,5  | 6,5  | -0,4 | 1    | 0,7  | 1,3  | 1,6  | 0,3  | -0,8 | 0,5  | 3,1  | 2,3  | 2,7  | 0,8  | 1,3  | 3,9  | 2,8  | 3,5  | 3    | 2,3  | 4,5  |
| Catalunya                                            | 3,2  | 5,2  | 6,1  | -0,6 | 0,9  | 1,4  | 1,2  | 1,9  | 0,3  | -0,7 | 0,2  | 3,6  | 2,5  | 3    | 1,2  | 1,6  | 4,3  | 2,8  | 4,3  | 3,6  | 3,1  | 4,3  |
| País Valencià                                        | 3,3  | 5,5  | 6,8  | -0,5 | 0,7  | 1,1  | 1,1  | 1,3  | 0,2  | -1,2 | 0,2  | 3    | 2,1  | 2,9  | 0,8  | 1,5  | 4,3  | 2,6  | 3,5  | 3,4  | 2,4  | 4,1  |

| IPC acumulat entre 2002 i 2023 |      |
| Illes Balears                  | 55,9 |
| Catalunya                      | 62,1 |
| País Valencià                  | 55,3 |
| Mitjana estatal                | 56,5 |